# Pithovirus sibericum
Pithovirus sibericum è un virus facente parte dei grandi virus nucleo-citoplasmatici a DNA, unica specie del genere Pithovirus. 

## Descrizione
Un esemplare di pithovirus misura circa 1,5 μm di lunghezza e 0,5 μm di diametro, queste dimensioni lo rendono il più grande virus scoperto fino ad ora, il 50% più grande del pandoravirus. Il virus possiede una parete cellulare spessa, ovale e aperta nella parte finale. All'interno la struttura ricorda quella di un favo.

## Scoperta
Il pithovirus sibericum è stato scoperto per la prima volta nel 2014 in un blocco di permafrost di 30000 anni rinvenuto in Siberia  da Chantal Abergel e Jean-Michel Claverie dell'Aix-Marseille University. Esso infetta le amebe, non l'uomo, ma la sua presenza nel ghiaccio spinge i ricercatori francesi a ritenere che il permafrost potrebbe nascondere altri microrganismi, magari patogeni, che potrebbero essere liberati a causa del riscaldamento globale.